# Savigny-sur-Seille
Savigny-sur-Seille – miejscowość i gmina we Francji, w regionie Burgundia-Franche-Comté, w departamencie Saona i Loara.
Według danych na rok 1990 gminę zamieszkiwały 382 osoby, a gęstość zaludnienia wynosiła 26 osób/km² (wśród 2044 gmin Burgundii Savigny-sur-Seille plasuje się na 544. miejscu pod względem liczby ludności, natomiast pod względem powierzchni na miejscu 661.).